# Fondation Findhorn
La Fondation Findhorn est une association à but non lucratif fondée en 1962 par Eileen Caddy, Peter Caddy et Dorothy Maclean et enregistrée officiellement depuis 1972. 
Le "Findhorn Ecovillage", situé dans la baie de Findhorn, au nord de l’Écosse est le lieu où les idées de l'association sont mises en application. Une communauté spirituelle internationale d'environ 400 personnes de type New Age s'est installée dans ce lieu en vue d'expérimenter un nouveau mode de vie conforme au respect de l'environnement. 
La communauté fut d’abord connue pour son travail avec les plantes. Le jardin où ils réussirent à obtenir des choux énormes sur un terrain peu fertile grâce à ce qu'ils appellent une « communication subtile avec les devas » de la nature leur valut des articles de presse élogieux[réf. nécessaire] et un certain intérêt médiatique. 
La fondation Findhorn accueille de nombreux ateliers d'enseignements holistiques en son sein comme l'Expérience week, des ateliers sur l'Ennéagramme, la résolution des conflits ou encore le Jeu de la Transformation. 
Le Findhorn Ecovillage accueille des stagiaires du monde entier et a développé de nombreuses réalisations écologiques.